# شی گیون
شیموس جان جیمز گیون (انگلیسی: Séamus John James Given؛ زادهٔ ۲۰ آوریل ۱۹۷۶) بازیکن فوتبال پیشین اهل ایرلند است.
از باشگاه‌هایی که در آن بازی کرده‌است می‌توان به بلکبرن روورز، سوئیندون تاون، ساندرلند، نیوکاسل یونایتد، منچستر سیتی، استون ویلا، میدلزبرو و استوک سیتی اشاره کرد.
وی همچنین ۱۳۴ بازی ملی برای تیم ملی فوتبال جمهوری ایرلند انجام داده‌است.

## افتخارات

### باشگاهی
ساندرلند
- لیگ دسته اول فوتبال انگلستان: ۹۶–۱۹۹۵

نیوکاسل یونایتد
- جام اینترتوتو: ۲۰۰۶